# 勐龙链珠藤
勐龙链珠藤（学名：Alyxia menglungensis）为夹竹桃科念珠藤属的植物，为中国的特有植物。分布在中国大陆的云南等地，生长于海拔1,950米的地区，多生长于山地密林中，目前尚未由人工引种栽培。